# Monti Sicani, Rocca Busambra e Bosco della Ficuzza
Monti Sicani, Rocca Busambra e Bosco della Ficuzza este o arie protejată (arie de protecție specială avifaunistică — SPA) din Italia întinsă pe o suprafață de 59.355 ha, integral pe uscat.

## Localizare
Centrul sitului Monti Sicani, Rocca Busambra e Bosco della Ficuzza este situat la coordonatele 37°38′34″N 13°19′06″E / 37.642739°N 13.318447°E.

## Înființare
Situl Monti Sicani, Rocca Busambra e Bosco della Ficuzza a fost declarat arie de protecție specială avifaunistică în iunie 2005 pentru a proteja 5 specii de plante și 34 de specii de animale.

## Biodiversitate
Situată în ecoregiunea mediteraneană, aria protejată conține 19 habitate naturale: Râuri mediteraneene cu debit intermitent, cu specii de Paspalo-Agrostidion, Păduri de Castanea sativa, Tufărișuri termo-mediteraneene și de pre-deșert, Matorral arborescenți cu Laurus nobilis, Ape oligotrofe în general din solurile nisipoase vest-mediteraneene, cu un conținut foarte redus de minerale, cu Isoetes spp., Galerii și tufărișuri riverane sudice (Nerio-Tamaricetea și Securinegion tinctoriae), Peșteri inaccesibile publicului, Galerii de Salix alba și de Populus alba, Păduri de Quercus ilex și Quercus rotundifolia, Păduri de stejar alb estice, Pante stâncoase calcaroase cu vegetație casmofită, Păduri de Quercus suber, Fânețe de joasă altitudine (Alopecurus pratensis, Sanguisorba officinalis), Păduri pe pante, grohotișuri și ravene de Tilio-Acerion, Păduri de Ilex aquifolium, Lacuri eutrofice naturale cu vegetație de tip Magnopotamion sau Hydrocharition, Izvoare petrifiante cu formare de travertin (Cratoneurion), Pseudostepă cu ierburi și specii anuale de Thero-Brachypodietea, Grohotișuri termofile și vest-mediteraneene.
La baza desemnării sitului se află mai multe specii protejate:
- plante (5): Dianthus rupicola, Leontodon siculus, Ophrys lunulata, Stipa austroitalica, Tripolium sorrentinoi
- păsări (28): ciocârlie-de-câmp (Alauda arvensis), Alectoris graeca whitakeri, fâsă-de-câmp (Anthus campestris), acvilă de munte (Aquila chrysaetos), Aquila fasciata, ciocârlie-cu-degete-scurte (Calandrella brachydactyla), caprimulg (Caprimulgus europaeus), erete vânăt (Circus cyaneus), erete alb (Circus macrourus), erete cenușiu (Circus pygargus), dumbrăveancă (Coracias garrulus), prepeliță (Coturnix coturnix), Falco biarmicus, Falco naumanni, șoim călător (Falco peregrinus), muscar-gulerat (Ficedula albicollis), rândunică (Hirundo rustica), capîntortură (Jynx torquilla), sfrânciocul cu frunte neagră (Lanius minor), sfrâncioc cu cap roșu (Lanius senator), ciocârlie de pădure (Lullula arborea), ciocârlie de bărăgan (Melanocorypha calandra), gaia neagră (Milvus migrans), gaia roșie (Milvus milvus), vultur egiptean (Neophron percnopterus), pietrar mediteranean (Oenanthe hispanica), Pyrrhocorax pyrrhocorax, turturică (Streptopelia turtur)
- mamifere (2): liliac cu aripi lungi (Miniopterus schreibersii), liliacul mare cu potcoavă (Rhinolophus ferrumequinum)
- nevertebrate (2): croitorul mare al stejarului (Cerambyx cerdo), Cordulegaster trinacriae
- reptile (2): Emys trinacris, țestoasă bănățeană (Testudo hermanni)

Pe lângă speciile protejate, pe teritoriul sitului au mai fost identificate 253 de specii de plante, 2 specii de păsări, 2 specii de amfibieni, 5 specii de mamifere, 115 specii de nevertebrate, 1 specie de pești, 5 specii de reptile.